# Diocese de Eisenstadt
A Diocese de Eisenstadt (em latim: Dioecesis Sideropolitana) é uma diocese austríaca, sufragânea da Arquidiocese de Viena. Em 2006, 213.211 dos 278.215 habitantes eram batizados. Hoje é governada pelo bispo Ägidius Zsifkovics.

## Território
A diocese inclui o Estado austríaco de Burgenland, e a sede episcopal é a cidade de Eisenstadt, onde fica a  Catedral dos Santos Martinho e Rupert. É dividida em 171 paróquias.

## História
A administração apostólica de Burgenland foi erguida em 18 de maio de 1922, para fornecer alguns territórios às dioceses húngaras de Győr e de Szombathely, que estavam em território austríaco.
Até 1949 foi administrada pelos arcebispos de Viena.
Em 15 de agosto de 1960, o papa João XXIII elevou a administração a diocese através da bula papal  Magna quae Ecclesiasticae.

## Prelados
|        | Nome                      | Período   | Notas                        |
| Bispos | Bispos                    | Bispos    | Bispos                       |
| ------ | ------------------------- | --------- | ---------------------------- |
| 6º     | Ägidius Johann Zsifkovics | 2010-     | Atual                        |
| 5º     | Paul Iby                  | 1992-2010 |                              |
| 4º     | Stefan László †           | 1954-1992 |                              |
| 3º     | Josef Schoiswohl †        | 1949-1954 | Nomeado Bispo de Graz-Seckau |
| 2º     | Theodor Innitzer          | 1932-1949 | arcebispo de Viena           |
| 1º     | Friedrich Gustav Piffl    | 1922-1932 | arcebispo de Viena           |

## Estatísticas
A diocese, no final de 2006, havia batizado 213.211 pessoas, em uma população de 278.215 pessoas, correspondendo a 76,6% do total.